# 前ノ山政三 (1919年生)
前ノ山 政三（まえのやま せいぞう、1919年5月17日 - 没年不明）は、秋田県平鹿郡平鹿町（現在の横手市）出身で高砂部屋に所属した大相撲力士。本名は佐藤 政三（さとう せいぞう）。得意技は左四つ、寄り。

## 来歴・人物
秋田県平鹿郡平鹿町（現在の横手市）出身。16歳の時に上京して高砂部屋へ入門し、1937年1月場所で初土俵を踏んだ。
1944年5月、幕下上位で勝ち越し、新十両昇進を決めた。だが、すぐに応召、翌11月場所は休場した。まもなく復帰し、1945年6月には十両格で出場した。
戦時中、天皇と同じ名は畏れ多いと、「前ノ山」に改名。
その後、1946年11月場所で新入幕。左四つの体勢からの挟み付けるような寄りが得意だったが、勝ち味が遅く、幕内上位には上がれず、最高位は西前頭13枚目にとどまった。
1949年5月場所限りで廃業し、その後は東京都立川市でクリーニング店を経営した。

## 主な戦績
- 通算成績：87勝80敗40休 勝率.521
- 幕内成績：19勝26敗11休 勝率.422
- 現役在位：26場所
- 幕内在位：5場所

### 場所別成績
| 1937年 （昭和12年） | （前相撲）         | （前相撲）               | x                   |
| 1938年 （昭和13年） | 西序ノ口22枚目 5–2 | 西序二段7枚目 4–3        | x                   |
| 1939年 （昭和14年） | 東三段目30枚目 4–3 | 東三段目2枚目 4–4        | x                   |
| 1940年 （昭和15年） | 東幕下45枚目 3–5   | 西三段目5枚目 3–5        | x                   |
| 1941年 （昭和16年） | 東三段目11枚目 5–3 | 東幕下31枚目 3–5         | x                   |
| 1942年 （昭和17年） | 東幕下32枚目 4–4   | 西幕下32枚目 4–4         | x                   |
| 1943年 （昭和18年） | 西幕下27枚目 2–5–1 | 西幕下44枚目 5–3         | x                   |
| 1944年 （昭和19年） | 西幕下31枚目 7–1   | 西幕下2枚目 3–2          | 西十両15枚目 –      |
| 1945年 （昭和20年） | x                  | 西十両13枚目 5–2         | 東十両4枚目 7–3     |
| 1946年 （昭和21年） | x                  | x                        | 東前頭16枚目 7–6    |
| 1947年 （昭和22年） | x                  | 西前頭13枚目 2–8         | 西前頭19枚目 7–4    |
| 1948年 （昭和23年） | x                  | 西前頭13枚目 3–8         | 西前頭18枚目 0–0–11 |
| 1949年 （昭和24年） | 東十両2枚目 0–0–13 | 西十両11枚目 引退 0–0–15 | x                   |
| 各欄の数字は、「勝ち-負け-休場」を示す。 優勝 引退 休場 十両 幕下 三賞：敢=敢闘賞、殊=殊勲賞、技=技能賞 その他：★=金星 番付階級：幕内 - 十両 - 幕下 - 三段目 - 序二段 - 序ノ口 幕内序列：横綱 - 大関 - 関脇 - 小結 - 前頭（「#数字」は各位内の序列） |                    |                          |                     |

### 幕内対戦成績
| 力士名 | 勝数 | 負数 | 力士名       | 勝数 | 負数 | 力士名 | 勝数 | 負数 | 力士名 | 勝数 | 負数 |
| ------ | ---- | ---- | ------------ | ---- | ---- | ------ | ---- | ---- | ------ | ---- | ---- |
| 愛知山 | 1    | 2    | 明瀬川       | 1    | 1    | 大岩山 | 2    | 2    | 大ノ海 | 1    | 1    |
| 鏡里   | 0    | 2    | 鬼竜川       | 1    | 0    | 九ヶ錦 | 0    | 1    | 九州錦 | 0    | 1    |
| 高津山 | 0    | 2    | 琴錦         | 0    | 1    | 相模川 | 1    | 0    | 清水川 | 0    | 2    |
| 鶴ヶ嶺 | 1    | 0    | 十勝岩       | 1    | 1    | 栃錦   | 0    | 1    | 常陸海 | 1    | 0    |
| 二瀬川 | 1    | 0    | 大起(穂波山) | 1    | 0    | 三根山 | 0    | 1    | 緑國   | 0    | 2    |
| 緑嶋   | 0    | 1    | 陸奥ノ里     | 1    | 0    | 吉葉山 | 0    | 1    | 力道山 | 0    | 2    |
| 若潮   | 2    | 0    | 若瀬川       | 0    | 1    | 若葉山 | 2    | 0    |        |      |      |

## 改名歴
- 醍醐山 政三（だいごやま せいぞう）
- 前ノ山 政三（まえのやま -）